# Nike Bengtzelius
Nike Bengtzelius, tidigare Nylander, född 23 februari 1988 i Själevads församling i Ångermanland, är en svensk översättare, redaktör och författare.
Bengtzelius har arbetat som redaktör vid Argasso bokförlag och EPOK förlag och har erbjudit egna redaktörstjänster i företaget Zelius. Bengtzelius har tillsammans med Christian Axelsson skrivit de tre första delarna i en lättläst hockeyserie för barn och ungdom, Förstafemman.

### Författare[4]
- Nike Bengtzelius och Christian Axelsson, Nedsläpp, Argasso bokförlag (2018)[5]
- Nike Bengtzelius och Christian Axelsson, Rival, Argasso bokförlag (2019)[6]
- Nike Bengtzelius och Christian Axelsson, Fult spel, Argasso bokförlag (2020)[7]

### Översättare[8]
Översättningar i urval.
- Glidaren, Catherine MacPhail, Argasso förlag (2012)
- Eldens furste, James Lovegrove, Argasso förlag (2013)
- En oväntad vänskap, Philippe Pozzo di Borgo, Vilja förlag (2014)
- Lysande utsikter (grafisk roman), Charles Dickens, Argasso förlag (2015)
- Den sista soldaten, Keith Gray, Argasso förlag (2016)
- Mozarts banan, Gillian Cross, Argasso förlag (2016)